# Joseph Leydet
Joseph Leydet (Montrouge, 21 gennaio 1855 – Parigi, 18 marzo 1919) è stato un magistrato francese, che fece arrestare Marguerite  "Meg" Japy Steinheil, accusata nel 1908 dell'omicidio del marito, il pittore Adolphe Steinheil e della propria madre Emilie Japy.

## Biografia
Dopo gli studi superiori, si avviò alla professione di avvocato aprendo un suo studio a Parigi. A partire dal 1885 entrò in magistratura e fu giudice istruttore a Mantes. L'anno dopo fu arruolato nell 78º Reggimento fanteria come sottotenente di riserva. Nel 1887, dopo il congedo, fu Procuratore della Repubblica a Dreux,  quindi a Pontoise nel 1893. Tre anni dopo divenne Sostituto procuratore della Repubblica a Parigi, dove partecipò a due dei maggiori processi della Belle Époque.

### Il processo Steinheil
Leydet fu uno dei protagonisti del processo a Marguerite "Meg" Japy Steinheil, che era in rapporti intimi del Presidente della Repubblica francese Félix Faure accusata nel dicembre del 1908 dell'omicidio del marito, il pittore Adolphe Steinheil e della propria madre Emilie Japy avvenuti nella notte tra il 30 e il 31 maggio 1908: il procuratore Leydet, che aveva avuto una relazione con la donna, fu incaricato delle indagini e la fece arrestare, ma all'inizio del 1909 fu sollevato dall'incarico e sostituito dal collega Louis André che rinviò a giudizio l'accusata per omicidio premeditato.
Il nuovo processo contro la Steinheil ebbe inizio il 3 novembre 1909 con Paul Trouard-Riolle alla pubblica accusa, ma la Steinheil fu assolta.

### Il processo Humbert
Joseph Leydet fu il primo giudice a usare come prova in un caso di omicidio il risultato di un'autopsia, che allora era un procedimento innovativo.
Nel 1900 Joseph Leydet fu coinvolto in un altro processo che all'epoca ebbe una certa risonanza, che si concluse con una condanna: l'accusata, Therese Humbert, in combutta col marito e i suoi due fratelli aveva ottenuto prestiti e favori facendo credere ai truffati di turno di essere parente del milionario statunitense Crawford. 
Il caso Humbert aveva delle connessioni con il caso Dreyfus, altro famoso processo della Belle Époque.

### Vita personale
Sposato con Camille Elisabeth Suzanne Dubois la coppia ebbe due figli: Pierre André Victor Leydet e Marie Louise Elisabeth Germaine Leydet.

## Opere
- De la possession et de la prescription dans leurs rapports avec la propriété et l'usage des eaux, A. Cotillon, Parigi 1882. (tesi di dottorato di Joseph Leydet)
- Étude sur le Jury civil en Angleterre, articolo scritto da J. Leydet sulla brochure Extrait du Bulletin de la Société de législation comparée, 1884.